# Ealing Broadway (Metropolitano de Londres)
Ealing Broadway é uma estação do Metropolitano de Londres, da Elizabeth line e da National Rail, localizada na região oeste de Londres, Reino Unido. É servida pelas linhas Central e District.

## História
A Great Western Railway (GWR) abriu seus trilhos pioneiros de bitola larga através de Ealing Broadway entre Paddington e Taplow em 6 de abril de 1838, embora a estação de Ealing Broadway não tenha aberto até 1 de dezembro daquele ano. Como a única estação na área quando foi inaugurada, foi inicialmente chamada 'Ealing', mas foi renomeada para Ealing Broadway em 1875.
Os serviços da District Railway (DR, agora District Line) começaram em 1 de julho de 1879, quando a DR abriu um ramal de Turnham Green em sua linha de Richmond. A Central London Railway (CLR, agora a Central Line) usaria a linha estendendo seus trilhos a curta distância ao norte de seu terminal em Wood Lane (agora fechada), para encontrar os novos trilhos da GWR. Os serviços CLR para duas novas plataformas em Ealing Broadway, construídas entre as estações GWR e DR, começaram em 3 de agosto de 1920, com, inicialmente, apenas uma parada intermediária em East Acton.

## Serviços

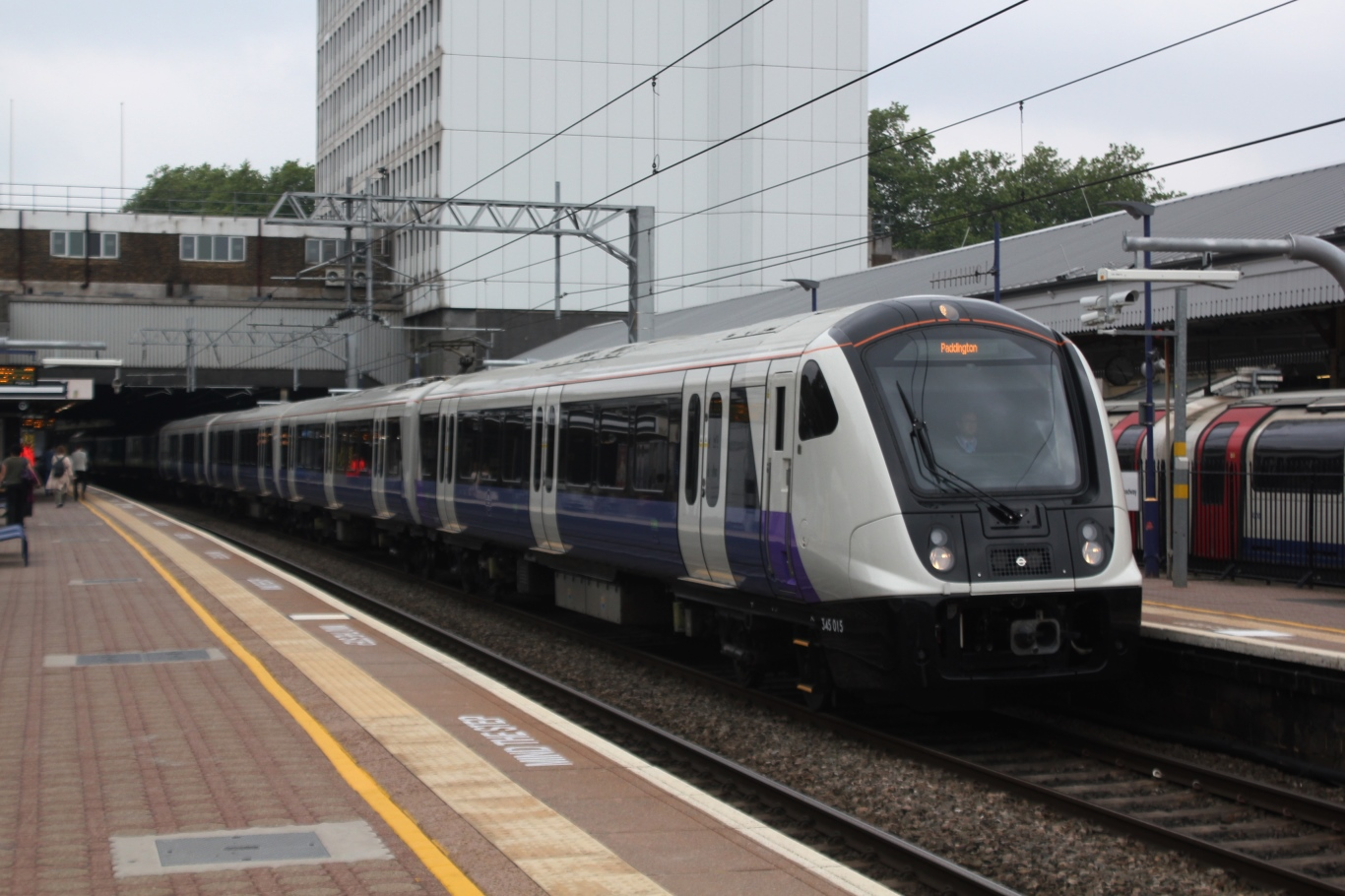
Um Class 345 da TfL Rail com serviço para London Paddington

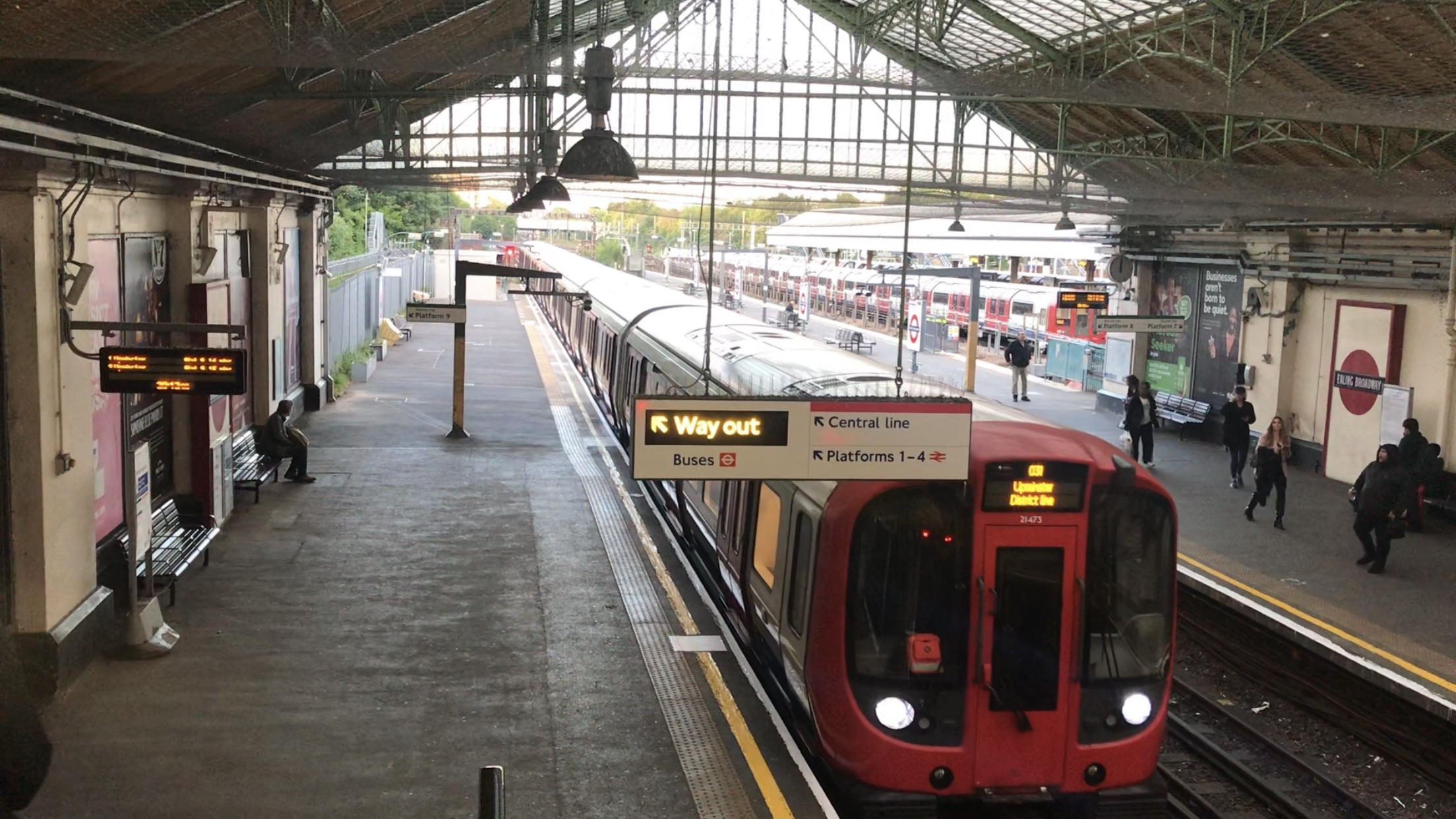
Um trem do S7 stock chega a Ealing Broadway

Os serviços da National Rail são fornecidos nas quatro plataformas da Great Western Main Line pela Great Western Railway e pela Transport for London nas plataformas 3 e 4 pela Elizabeth line. O Metrô de Londres fornece serviços para as três plataformas da District line e para as duas plataformas da Central line.